# Lötschental
La Lötschental è la più grande valle laterale del versante nord del canton Vallese in Svizzera. Contorna per 20 chilometri le vette della frontiera tra il Vallese ed il canton Berna. Il comune principale è Kippel con 500 abitanti. Gli altri comuni sono Ferden, Wiler e Blatten.

## Geografia ed attività
Al fondo della valle scorre il fiume Lonza, affluente del Rodano. La valle non ha altri sbocchi di facile accesso oltre quello di ingresso, essendo contornata dai monti Bietschhorn (3.934 m), Hockenhorn (3.293 m), Wilerhorn (3.307 m) e Petersgrat (3.205 m).
Ha mantenuto un aspetto selvaggio: si incontrano relativamente pochi turisti in rapporto alle altre valli del Vallese, mentre le principali attività turistiche sono lo sci e le escursioni.
Le zone sud ed est della Lötschental fanno parte della regione glaciale della Jungfrau-Aletsch-Bietschhorn che è stata dichiarata patrimonio naturale mondiale dall'UNESCO il 13 dicembre 2001.

## Lötschberg
La parte inferiore della Lötschental e Goppenstein (1.216 m) servono come punto di accesso al traforo del Lötschberg che collega Kandersteg (canton Berna) attraverso la ferrovia del Lötschberg, una linea che fu costruita tra il 1907 ed il 1913.

## Tschäggätä

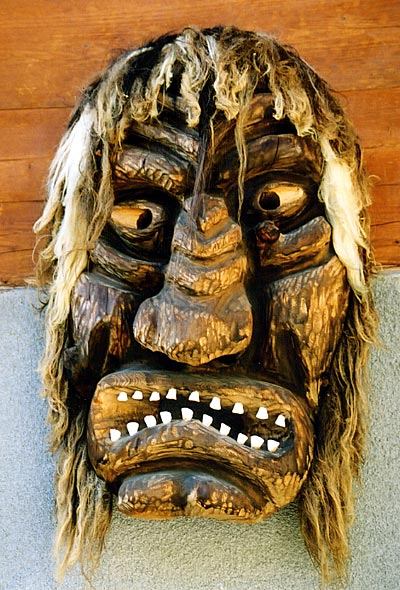
Maschera in legno di un Tschäggätä

La Lötschental è particolarmente conosciuta per i suoi Tschäggätä (nome femminile di difficile traduzione; possibili versioni sono: donna di animo semplice oppure essere tonante), personaggi mostruosi che si vedono nelle vie dei villaggi della valle durante il carnevale. Coperti di pelli di animali e con delle maschere in legno terrificanti, i ragazzi così travestiti agitano delle campane e fanno paura alle ragazze.
Le maschere sono oggetto di un concorso per designare il miglior scultore del legno.